# میکا هاید (بازیکن فوتبال)
میکا هاید (انگلیسی: Micah Hyde؛ زادهٔ ۱۰ نوامبر ۱۹۷۴) یک بازیکن فوتبال اهل بریتانیا است.
وی همچنین در تیم ملی فوتبال جامائیکا بازی کرده است.